# Cratere Barto
Barto  è un cratere sulla superficie di Venere. Deve il suo nome ad Agnija Barto (in russo Агния Барто?), scrittrice sovietica di etnia ebraica.